# Сарутобі Асума
Асума Сарутобі (яп. 猿飛 アスマ, Сарутобі Асума) — персонаж манґа- і аніме-серіалу «Naruto», створеного і намальованого мангака Масаші Кішімото. Він є сенсеєм( наставником) команди № 10, яка складається з нього, Шикамару Нара, Іно Яманака та Чоджі Акімічі. Зараз він є мертвим.
«Сарутобі» означає «літаюча мавпа», це також прізвище легендарного ніндзя. «Асума» — японське ім'я. Входив до угруповання під назвою «Дванадцять ніндзя-захисників», які охороняли лорда-феодала.
Асума — дуже цікавий персонаж. Він передав багато своїх рис власним учням, особливо Шикамару Нара. Вічний супутник Асуми — цигарка, яку він постійно палить. Згодом цю рису перейняв Шикамару, його учень.
Асума — чоловік Куренай Югі. Вона чекає від нього дитину. Асума помер, програвши у поєдинку з Хіданом, тоді ж у вагітної Куренай стався шок.
Донька — Міраї Сарутобі (яп. 猿飛ミライ, Sarutobi Mirai)

## Характер
Асума — досить флегматична людина, яка рідко проявляє до чогось шалений інтерес. Асума дуже спокійний і врівноважений , його важко вивести із себе. Асумі часто вдається заспокоїти навіть несхожих людей, що видно з його уміння ладити із власною командою.
Асума — дуже смілива і рішуча людина. Він показує неймовірну хоробрість, демонструючи хороший приклад для власних учнів. Асума дуже рішучий, і він вміє зацікавити людину зробити щось. Його фізична і моральна витримка дивують. 
Асума в той же час — дуже турботлива людина, яка сильно піклується за власними учнями. Асума намагається захистити їх, але в той же час навчити сміливості , якої всім бракувало.
В Асуми дуже великий життєвий досвід, що видно з його розповідей власним учням і вмінню їх заспокоїти. Асума знає людську сутність і часто прораховує майбутні рухи опонента.

## Відносини між персонажами
Із членами своєї команди в Асуми надзвичайно близькі і теплі стосунки. Асума одразу побачив, який потенціал було закладено у молодих Генін.
Асума дуже багато часу проводив із Шікамару, він часто грав із ним в шахи, постійно програючи. Асума одразу визначив величезні аналітичні здібності Шикамару Нари, і завжди допомагав хлопцю стати сміливішим, вірячи у те, що скоро він стане найкращим стратегом Коноги.
Асума дуже любив Іно Яманака. Попри імпульсивність і шалений темперамент дівчини, йому вдавалося знайти із нею спільну мову. Асума бачив, що Іно може стати прекрасною кунойічі, тому перед смертю каже їй ніколи не програвати Сакурі.
Асума вмів заохотити до занять Нінджутсу найнеповороткішого члена команди — Чоджі Акімічі. Йому завжди вдавалося зацікавити Чоджі, який під впливом учителя став впевненим і хоробрим.
Загалом, завдяки власному характеру і дружності Команда № 10 була найближчою із всіх молодих новачків. Асумі вдалося подружити між собою трійку Генінів , самому ставши їхнім незамінним лідером. Він часто збирав свою команду разом.
В Асуми були певні стосунки з Куренай Югі, хоча про них спочатку не було прямо  сказано. Згодом, у ІІ частині, Тепер Куренай чекає дитину від Асуми.

## Перша частина

### Дитинство
Асума — син Третього Гокаґе, однак на батьківський чин він ніколи не посягав. Загалом, про дитинство Асуми дуже мало відомо. Відомо тільки, що Академію Ніндзя Асума закінчив у віці 9 років, а в 12 років здає Екзамени підвищення у званні до рівня Чунін.
Через рік, однак, стосунки між ним і його батьком (відомим як Третій Гокаґе) дуже холоднуть, Асума покидає Коногу. Він 2 роки перебуває за її межами, приєднавшись до Елітних Охоронців. Однак незабаром після цього Асума повертається додому.

### Команда №10
Асума був призначеним лідером Команди № 10. Його учнями стали: Шікамару Нара, Іно Яманака, Чоджі Акімічі. Хоча спочатку Іно не дуже зраділа направленню в цю групу, команда виявилася на диво дружною і відданою один одному.
Спочатку члени команди серйозно відставали і у фізичному, і в моральному( мається на увазі їхня сміливість у бою) розвитку. Команда не відзначалася особливою сміливістю і часто виставляла себе боягузами.
Однак згодом, багато в чому завдяки сумі команда стає набагато сміливішою і починає брати активну участь у боях, що відбуваються. За настановою Асуми команду було направлено на Екзамен підвищення у званні до рівня Чунін. Коли команда проходить ІІ тур, Асума підтримує членів своєї команди перед їхніми поєдинками.
Згодом Асума тренує Шікамару Нара, хоча більше хлопцю допомагає його батько. Коли Орочімару нападає на Коногу, Асума приходить на допомогу своєму учню, Шікамару, який разом із Сакурою і Наруто  вирішив допомогти Саске переслідувати Ґаару.
Під час цього поєдинку Асума показав Шікамару , що таке справжня сміливість, і що означає  -битися за дорогих йому людей. Також Асума був надзвичайно спокійним, і з легкістю переміг супротивників.

### Саске покидає Коногу
Після того, як Саске покинув Коногу, Асума з’являвся у філерах тільки зрідка. Він разом з Куренай був направлений Тсунаде у в’язницю, щоби навести там лад серед злочинців. Однак вони, будучи звільненими Мізукі, величезною кількістю атакували Джонін і пермогли їх. Після цього у в’язниці з’являється Наруто, який підслухав розмову Тсунаде із Асумою і Куренай. 

## Друга частина

### Трагічна загибель
У ІІ частині Асума починає діяти на рівні разом із колишніми учнями. Згодом він бере участь у битві проти «Акацукі». Під час поєдинку із Какузу і Гіданом Асумі не вдається перемогти, і він гине.
Перед смертю Асума каже останні слова своїм учням. Молоді ніндзя дуже схвильовані. Після цього команда перемагає Какузу і Гідана (при допомозі Команди Ямато і Какаші), вбивши цих членів «Акацукі»

### Техніки
Асума — талановитий Джонін. Він наділений величезною фізичною силою. Під час поєдинку Асума використовує теккен — ззовні вона нагадує кастет із гострим видовженим до зап'ястка лезом. Асума використовує цю зброю разом із чакрою, чим збільшує її силу.